# Lavandelo
Lavandelo (llamada oficialmente Santiago de Lavandelo) es una parroquia española del municipio de Monterroso, en la provincia de Lugo, Galicia.

## Organización territorial
La parroquia está formada por una entidad de población:
- Arxona

## Demografía
| Gráfica de evolución demográfica de Lavandelo entre 2000 y 2020 |
|                                                                 |
| Datos según el nomenclátor publicado por el INE.                |